# Lake Bell
Lake Bell (Nova York, 24 de março de 1979) é uma atriz americana.

## Biografia
Nascida Lake Caroline Siegel Bell[carece de fontes?] em Nova York, filha de Robin Bell, proprietária de uma empresa de design na mesma cidade, e Harvey Siegel. Seu pai é judeu, enquanto sua mãe é uma protestante. Bell frequentou a Chapin School, em New York, a Westminster School, em Simsbury, Connecticut, e o Skidmore College, em Saratoga Springs, no estado de Nova York, antes de se transferir para o Rose Bruford College, em Londres, na Inglaterra. Lá conseguiu diversos papéis em produções teatrais como A Gaivota, de Tchekhov; permaneceu na cidade por um ano antes de retornar para os Estados Unidos, mais especificamente em Los Angeles, na Califórnia.

### Carreira
Bell conseguiu seu primeiro grande papel como a protagonista de War Stories, da NBC, que co-estrelou com Jeff Goldblum. Fez duas aparições como atriz convidada em ER, em 2002, e foi a amiga espirituosa de Alicia Silverstone, Victoria, na série Miss Match, também da NBC, que ficou pouco tempo no ar. Em 2004 fez sua estreia como Sally Heep, em The Practice, e o personagem acabou sendo levado para a sequência da série, Boston Legal, do qual ela se tornou um membro regular do elenco até deixá-la, em 2005, ano em que partiu para o programa de ficção científica Surface, que foi cancelado em maio de 2006.
No outono daquele ano retornou a Boston Legal para dois episódios, retomando novamente seu papel como Sally Heep, advogada rival de Alan Shore (interpretado por James Spader). Seus trabalhos no cinema incluem The Hillside Strangler (2004),  Love Your Work (2003), Speakeasy (2002), e Slammed (2001). Recentemente terminou Pride and Glory (2008), onde contracena com Edward Norton e Colin Farrell, e tem um papel de destaque no thriller Still Waters (2008), no qual atua com Jason Clarke e Clifton Collins, Jr. Também atuou com Paul Rudd e Eva Longoria em Over Her Dead Body, e com Cameron Diaz e Ashton Kutcher em What Happens in Vegas.

## Filmografia

### Televisão
- 2002 - ER - Jody Holmes
- 2003 - War Stories - Nora Stones
- 2003 - Miss Match - Victoria
- 2004 - The Practice - Sally Heep
- 2004 - Boston Legal - Sally Heep
- 2005 - Surface - Laura Daughtery
- 2008 - Childrens Hospital - Dr. Cat Black
- 2010 - How To Make It In America - Rachel Chapman
- 2011 - New Girl - Amanda [como atriz convidada]
- 2015 - Wet Hot American Summer: First Day of Camp - Donna

### Cinema
- 2002 - Speakeasy - Sara Marnikov
- 2008 - Pride and Glory - Mega Egan
- 2008 - What Happens in Vegas - Tipper
- 2008 - Over Her Dead Body - Ashley
- 2009 - Untitled Nancy Meyers Project
- 2009 - A Good Old Fashioned Orgy - Alison Cohen
- 2009 - Burning Palms - Maryjane
- 2009 - It's Complicated
- 2010 - Shrek Forever After - Bruxas
- 2011 - No Strings Attached - Lucy
- 2012 - Black Rock - Lou
- 2013 - A Voz de uma Geração
- 2014 - Million Dollar Arm
- 2015 - Man Up - Nancy
- 2017 - Home Again - De Volta Para Casa